# TON 618
TON 618 (abbreviazione di Tonanzintla 618) è un quasar estremamente luminoso e molto distante dalla Terra, collocato nella costellazione dei Cani da Caccia. Contiene uno dei più massicci buchi neri conosciuti, con una massa pari a circa 66 miliardi di volte la massa solare.

## Storia
Poiché i quasar non furono scoperti prima del 1963, la natura di questo oggetto era sconosciuta nel 1957, quando fu rilevato.
Nel 1970, tramite una rilevazione radio a Bologna fu scoperta un'emissione radio da TON 618, da cui è stata dedotta la natura dell'oggetto.

## Buco nero ultramassiccio
Come per ogni quasar, anche nel caso di TON 618 si ritiene esista un disco di accrescimento di gas caldo che ruota attorno al buco nero, a una distanza di 10,4 miliardi di anni luce dalla Terra. La galassia circostante non è visibile per l'eccessiva luminosità del quasar. Con una magnitudine assoluta di −30,7, una luminosità di 4×1040 W, una brillantezza 140 bilioni di volte quella del Sole, TON 618 è uno degli oggetti più luminosi dell'universo conosciuto.
Il raggio dell'orizzonte degli eventi di questo buco nero è di circa 1300 au (circa 194 miliardi di km di diametro, più di 40 volte la dimensione dell'orbita di Nettuno).
Attualmente è l'oggetto unico più grande dell'Universo conosciuto.